# Вселенная Стивена: Будущее
Вселенная Стивена: Будущее (англ. Steven Universe Future) — американский  ограниченный по эпизодам мультсериал, созданный Ребеккой Шугар, известной по работе над «Временем приключений» для телеканала Cartoon Network. Он служит эпилогом к оригинальному сериалу «Вселенная Стивена» (2013–2019 годов) и его последующему анимационному фильму 2019 года. Первый эпизод вышел 7 декабря 2019 года, а последний двадцатый 27 марта 2020 года. 
Являясь одновременно и шестым заключительным сезоном сериала «Вселенная Стивена» и отдельным 20-серийным сериалом под названием «Steven Universe Future», он резко контрастирует с прошлыми сезонами, так как события происходят в будущем когда Стивену уже 16 лет. Сезон описывает мир, где люди и самоцветы сосуществуют в гармонии после окончания войны между Кристальными самоцветами и Родным миром. Так как угроз в виде Алмазов или «поврежденных» самоцветов больше нет, Стивен должен справляться с повседневными проблемами и трудностями, которые все ещё возникают в его уже относительно мирной жизни, и пытаться помогать в их решении другим, хоть он и чувствует свою ненужность после войны, переосмыслить старые и найти новые цели в жизни и самое главное разобраться в самом себе и своих собственных проблемах, иначе он сам может стать самой большой проблемой и главной угрозой для всего мира.  
Как и оригинальный сериал «Вселенная Стивена», «Steven Universe Future» получил высокую оценку критиков.

## Предпосылка
Действие сериала разворачивается после событий фильма "Вселенная Стивена", действие которого происходит через два года после финального эпизода сериала "Change Your Mind". В эпизоде "Change Your Mind" главный герой-подросток Стивен убедил Алмазов, правителей межгалактической империи драгоценных камней, прекратить свои жестокие империалистические действия и исцелить искаженные драгоценные камни, которые угрожали планете Земля. Теперь Стивен, его друзья и семья, Кристальные Самоцветы, построили Маленький Родной мир, сообщество на Земле, где люди и Самоцветы могут жить в гармонии. Теперь Стивен посвящает свое время приглашению драгоценных камней в "Маленькую домашнюю школу" и обучению тех, кто не знает, как найти свое новое место в галактике.
Steven Universe Future рассказывает о повседневной жизни Стивена, пытающегося помочь самоцветам найти новую цель; в нем также рассказывается о разочарованиях, с которыми он сталкивается в своей новой жизни, включая осознание того, что есть вещи, которые он не может исправить, и его собственное чувство бесцельности после успешного освобождения самоцветной империи. Он противостоит старым врагам, жаждущим мести, пытается овладеть новой силой, которую он не до конца понимает, и ему приходится решать, чего он хочет от своего будущего.

## Актерский состав и персонажи
Основная статья: Список персонажей мультсериала «Вселенная Стивена»
- Зак Каллисон озвучивает Стивена / Монстра Стивена, Лукуса, Кактус Стивена.
- Эстель Фанта Свэрэй озвучивает Гранат.
  - Эрика Латтрелл озвучивает Сапфир
  - Шарлин И озвучивает Рубин.
- Микаэла Диц озвучивает Аметист и других Кварцев.
- Диди Магно Холл озвучивает Жемчуг.
- Шелби Рабара озвучивает Перидот.
- Дженнифер Паз-Федоров озвучивает Лазурит.
- Узо Адуба озвучивает Висмут.
- Грейс Ролек озвучивает Конни Махесваран.
- Том Шарплинг озвучивает Грега Юниверса.
- Кимберли Брукс озвучивает Яшму.
- Сара Стайлз озвучивает Шпинель.
- Кристин Эберсоул озвучивает Белого алмаза.
- Пэтти Люпон озвучивает Жёлтого алмаза.
- Лиза Ханниган озвучивает Голубого алмаза.
- Ди Брэдли Бейкер озвучивает Льва.
- Мэттью Мой озвучивает Ларса Барига.
- Кейт Микуччи озвучивает Сейжи Миллер.

## Список серий
| № | Название серии                                             | Дата выхода        | Авторы сценария                          | Режиссер |
| --- | ---------------------------------------------------------- | ------------------ | ---------------------------------------- | --- |
| 1 | «Little Homeschool» (рус. "Школа Маленького Родного мира") | 8 декабря 2019     | Пол Виллеко Дрю Грин                     | - Хесун Пак (анимация) - Лиз Артинян - Патрик Брайсон (арт-директоры) - Кэт Моррис - Алонсо Рамирез Рамоз (супервайзеры) |
| Добро пожаловать в Школу Маленького Родного мира, место на Земле, где самоцветы всей вселенной могут научиться жить дружно. Но один самоцвет отказывается её посещать.                                |                                                            |                    |                                          | |
| 2 | «Guidance» (рус. "Руководство")                            | 8 декабря 2019     | Эмиш Кумар Aэрон Остин                   | Гиён Пэ Джинхи Пак (анимация) Лиз Артинян Патрик Брайсон (арт-директоры) Кэт Моррис Алонсо Рамирез Рамоз                 |
| Добро пожаловать в Школу Маленького Родного мира, место на Земле, где самоцветы всей вселенной могут научиться жить дружно. Но один самоцвет отказывается её посещать.                                |                                                            |                    |                                          | |
| 3 | «Rose Buds» (рус. "Бутоны Розы")                           | 8 декабря 2019     | Ламар Абрамс Адам Муто                   | Сенвук Шин Санан Чон Санман Пак (анимация) Лиз Артинян Патрик Брайсон (арт-директоры) Кэт Моррис Алонсо Рамирез Рамоз    |
| Стивена навещают старые друзья с нежданным визитом ─ ещё более нежданными новыми знакомствами. |                                                            |                    |                                          | |
| 4 | «Volleyball» (рус. "Волейбол")                             | 8 декабря 2019     | Майя Питерсен Этьен Гуингард             | Гиён Пэ Юнок Чой (анимация) Патрик Брайсон Лиз Артинян (арт-директор) Кэт Моррис Алонсо Рамирез Рамоз                    |
| Стивен решается помочь Розовой Жемчуг исцелить шрам на её лице. |                                                            |                    |                                          | |
| 5 | «Bluebird» (рус. "Синяя птица")                            | 15 декабря 2019    | - Ламар Абрамс - Мики Брюстер            | - Гиён Пэ - Джинхи Пак (анимация) - Лиз Артинян (арт-директор) - Кэт Моррис - Алонсо Рамирез Рамоз (режиссёры)           |
| Стивена смущают мотивы таинственного слияния, внезапно появившегося на пороге его дома. |                                                            |                    |                                          | |
| 6 | «A Very Special Episode» (рус. "Очень Особенный Эпизод")   | 15 декабря 2019    | Эмиш Кумар Аэрон Остин                   | Сенвук Шин Санан Чон Санман Пак (анимация) Патрик Брайсон Лиз Артинян (арт-директоры) Кэт Моррис Алонсо Рамирез Рамоз    |
| Радужный Кварц 2.0 пообещал провести время с Лукусом, а Солнечный Камень запланировала самоцвет-инар по домашней безопасности. Как Стивену удастся быть в двух местах, и двух слияниях, одновременно? |                                                            |                    |                                          | |
| 7 | «Snow Day» (рус. "Снежный день")                           | 22 декабря 2019    | Майя Питерсен Этьен Гуингард             | Хесун Пак (анимация) Лиз Артинян (арт-директор) Кэт Моррис Алонсо Рамирез Рамоз                                          |
| У Стивена и Кристальных самоцветов есть шанс наверстать упущенное, пока они завалены снегом. |                                                            |                    |                                          | |
| 8 | «Why So Blue?» (рус. Почему Так Лазурно?")                 | 22 декабря 2019    | - Джо Джонстон - Эмиш Кумар - Уоррен Фок | - Сенвук Шин - Санан Чон - Санман Пак (анимация) - Алонсо Рамирез Рамоз - Лиз Артинян (арт-директор) - Кэт Моррис        |
| До Стивена дошли слухи, что пара самоцветов до сих пор уничтожают миры. Если он их не остановит, может Ляпис сможет?                                                                                  |                                                            |                    |                                          | |
| 9 | «Little Graduation» (рус. "Маленький Выпускной")           | 29 декабря 2019    | Дрю Грин Пол Виллеко                     | Гиён Пэ Юнок Чой (анимация) Лиз Артинян (арт-директор) Кэт Моррис Алонсо Рамирез Рамоз                                   |
| Стивен и самоцветы празднуют окончание первого учебного года в Школе Маленького Родного мира. |                                                            |                    |                                          | |
| 10 | «Prickly Pair» (рус. 'Колючая Пара')                       | 29 декабря 2019    | - Дрю Грин - Пол Виллеко                 | - Хесун Пак (анимация) - Лиз Артинян (арт-директор) - Кэт Моррис - Алонсо Рамирез Рамоз                                  |
| Стивен нашёл себе новое хобби — растения. |                                                            |                    |                                          | |
| 11 | «In Dreams» (рус. Во снах)                                 | 7 марта 2020 года  | - Майя Питерсен - Этьен Гуингард         | - Сенвук Шин - Санан Чон - Санман Пак (анимация) - Алонсо Рамирез Рамоз - Лиз Артинян(арт-директор) - Кэт Моррис         |
| Сны Стивена начинают транслироваться на телевизор в его спальне. |                                                            |                    |                                          | |
| 12 | «Bismuth Casual» (рус. Будни Висмут)                       | 7 марта 2020 года  | Ламар Абрамс Мики Брюстер                | - Гиён Пэ и Джинхи Пак (анимация) - Лиз Артинян(арт-директор) - Кэт Моррис и Алонсо Рамирез Рамоз(режиссёры)             |
| Жемчуг приглашает Висмут покататься на роликовых коньках, а вместе с этим научиться "ковать" хорошие отношения с людьми.                                                                              |                                                            |                    |                                          | |
| 13 | «Together Forever» (рус. Навсегда вместе)                  | 14 марта 2020 года | Майя Питерсен Этьен Гуингард             | - Гиён Пэ и Джинхи Пак (анимация) - Лиз Артинян(арт-директор) - Кэт Моррис и Алонсо Рамирез Рамоз(режиссёры)             |
| У Конни имеется чёткое видение своего будущего, и Стивен хочет быть уверен, что он будет его частью.                                                                                                  |                                                            |                    |                                          | |
| 14 | «Growing Pains» (рус. Растущая Боль)                       | 14 марта 2020 года | Пол Виллеко Дрю Грин                     | - Гиён Пэ и Пак Цзиньхуэй (анимация) - Лиз Артинян(арт-директор) - Кэт Моррис и Алонсо Рамирез Рамоз(режиссёры)          |
| Стивен впервые идёт к доктору. |                                                            |                    |                                          | |
| 15 | «Mr. Universe» (рус. Мистер Юниверс)                       | 21 марта 2020 года | - Эмиш Кумар - Джо Джонстон - Уоррен Фок | - Гиён Пэ и Джинхи Пак (анимация) - Лиз Артинян(арт-директор) - Кэт Моррис и Алонсо Рамирез Рамоз(режиссёры)             |
| Грэг берёт Стивена в дорогу, чтобы рассказать о происхождении фамилии Юнивёрс. |                                                            |                    |                                          | |
| 16 | «Fragments» (рус. Осколки)                                 | 21 марта 2020 года | - Ламар Абрамс - Мики Брюстер            | - Хесун Пак (анимация) - Лиз Артинян(арт-директор) - Кэт Моррис и Алонсо Рамирез Рамоз(режиссёры)                        |
| Стивен отправляется в лес, чтобы обучиться у сильного наставника. |                                                            |                    |                                          | |
| 17 | «Homeworld Bound» (рус. Грани Родного мира)                | 24 марта 2020 года | - Пол Виллеко - Дрю Грин                 | - Гиён Пэ и Джинхи Пак (анимация) - Лиз Артинян (арт-директор) - Кэт Моррис и Алонсо Рамирез Рамоз (режиссёры)           |
| Стивен отправляется в Родной мир, чтобы понять, что с ним происходит и как это можно исправить. |                                                            |                    |                                          | |
| 18 | «Everything's Fine» (рус. Всё в порядке)                   | 28 марта 2020 года | - Майя Питерсен - Эмиш Кумар             | - Гиён Пэ и Джинхи Пак (анимация) - Лиз Артинян (арт-директор) - Кэт Моррис и Алонсо Рамирез Рамоз (режиссёры)           |
| Стивен утверждает, что с ним все в порядке. |                                                            |                    |                                          | |
| 19 | «I Am My Monster» (рус. Я — мой монстр)                    | 28 марта 2020 года | - Этьен Гуингард - Мики Брюстер          | - Гиён Пэ и Джинхи Пак (анимация) - Лиз Артинян (арт-директор) - Кэт Моррис и Алонсо Рамирез Рамоз (режиссёры)           |
| У Стивена все не порядке. |                                                            |                    |                                          | |
| 20 | «The Future» (рус. Будущее)                                | 28 марта 2020 года | - Майя Питерсен - Эмиш Кумар             | - Гиён Пэ и Джинхи Пак (анимация) - Лиз Артинян (арт-директор) - Кэт Моррис и Алонсо Рамирез Рамоз (режиссёры)           |
| Стивен наконец-то готов двигаться дальше. Это финальный эпизод мультсериала и всей франшизы в целом.                                                                                                  |                                                            |                    |                                          | |

## Производство
По словам Ребекки Шугар, когда в 2016 году ее уведомили, что "Вселенная Стивена" будет закрыта после окончания пятого сезона, она убедила руководство Cartoon Network разрешить ей продюсировать фильм по Вселенной Стивена. Когда Cartoon Network одобрила фильм, они также дали зеленый свет дополнительному сезону серий, которые могли бы послужить продвижению фильма.
Музыка
Вступительная тема "Steven Universe Future" - это новая версия песни "Happy Ever After" из фильма "Вселенная Стивена", заменяющая "We Are the Crystal Gems" из оригинального сериала. Исполнители главных ролей в сериале, Зак Каллисон (Стивен), Эстель (Гранат), Микаэла Диц (Аметист) и Диди Магно Холл (Жемчуг), которые сыграли как в начале оригинального сериала, так и в "Happy Ever After" в фильме, исполняют роль во Вселенная Стивена: Будущее вместе с другими актерами Дженнифер Пас (Ляпис Лазурь), Шелби Рабара (Перидот), Узо Адуба (Висмут) и Грейс Ролек (Конни).

## Основные темы
Темы и вопросы поднимаемые в данном сезоне куда более взрослые, серьёзные и мрачные, в сравнении с прошлыми сезонами, они затрагивают подростковые проблемы Стивена, влияющие на его жизнь всплывшие детские психологические травмы вызванные тем, что он пережил в прошлых сезонах ещё в детстве, подростковый максимализм, тема взросления (вспыльчивость передавшаяся ему от матери и проявившаяся с возрастом, мысли о мести Белому алмазу, случайное раскалывание Яшмы в порыве ослеплённости своей силы во время спарринга), страх навредить другим новыми силами, игнорирование своих проблем и ослеплённость своими силами («Я могу исправить абсолютно всё, я лишь буду ломать и исправлять всё вечно, и вам не придётся думать, да вы даже знать об этом не будете»), тема отцов и детей (зависть Стивена к тому детству и тем возможностям, которые были у его отца, но которых он сам был лишён), тема социализации в обществе и взаимоотношения с миром, поиска себя и целей в жизни.

## Выпуск

### Анонс
До анонса "Steven Universe Future" Ребекка Шугар и команда "Вселенной Стивена" хранили молчание относительно потенциального шестого сезона "Вселенной Стивена", оставляя фанатов в неуверенности относительно будущего сериала, при этом некоторые полагали, что фильм станет завершением истории Стивена; на Нью-Йоркском Comic Con в октябре 2019 года Шугар и команда "Вселенной Стивена" хранили молчание относительно потенциального шестого сезона "Вселенной Стивена". Они подтвердили, что шестого сезона "Вселенной Стивена" не будет (таким образом, задним числом подтвердили, что финал 5 сезона "Change Your Mind" будет финалом сериала), но объявили о будущем и поделились со зрителями открытием огранниченного по сериям эпилога. Некоторые издательства неверно истолковали это объявление как подтверждение выхода шестого сезона, а "Будущее" - как простой подзаголовок.
Официальная предпосылка сериала звучала так: "После спасения вселенной Стивен все еще продолжает работать, доводя все до конца. Но когда у него заканчиваются проблемы других людей, которые нужно решать, ему, наконец, придется столкнуться со своими собственными".

### Трансляция
Премьера фильма "Steven Universe Future" состоялась 7 декабря 2019 года на канале Cartoon Network. Премьера фильма состоялась на канале Cartoon Network UK 23 декабря 2019 года.

### Домашние носители
8 декабря 2020 года все 20 серий сериала были выпущены на DVD "Вселенная Стивена: полная коллекция", наряду со всем оригинальным сериалом и фильмом.

## Прием
Сериал "Steven Universe Future" был высоко оценен критиками. Как и в оригинальном сериале и в "Вселенной Стивена: Фильм", описание персонажей, темы, анимация, озвучка, музыка и представление ЛГБТ-сообщества получили широкую оценку; "Steven Universe Future", в частности, хвалят за новые способы изучения ранее разработанных тем (в частности, за стремление Стивена решать проблемы других персонажей), а также за то, что он использует их в своих целях. Его нестандартный выбор заключается в том, чтобы сосредоточиться на менее масштабных последствиях основной сюжетной линии. Рецензенты отметили, что в нем рассматриваются проблемы, которые возникли у некоторых фанатов и рецензентов с оригинальным сериалом, такие как предполагаемая тенденция решать проблемы персонажей чрезмерно простыми способами и искупать вину всех антагонистов.
Кэролайн Као назвала Steven Universe Future "запутанной и красивой историей о травмах, исцелении и выживании", заявив: "Шугар и ее команда — величайшие визуальные максималисты в анимации, доводящие образы до самых эмоциональных и тематических пределов — особенно благодаря изобретательности метафоры гибкого слияния - и раскрываю сложные секреты выживания после травмы." Она высоко оценила стремление Стивена помогать другим людям в решении их проблем, заявив, что "Стивен сталкивается с повторяющимся уроком: "откусываешь больше, чем можешь прожевать". Стивен хочет исцелить всех, все, что угодно, но не достигает цели и порой даже приводит к разрушениям. По мере продвижения вперед, Стивену предстоит самостоятельно управлять новым мировым порядком, который он создал, а прошлое его матери будет продолжать преследовать его в будущем. Кроме того, речь идет о новейшей силе Стивена, которая проявляется в его ярости и неуверенности в себе. Steven Universe Future преуспевает в распространении жестких и актуальных идей о жертвенности и солидарности в борьбе за выживание. Есть как дети, так и взрослые, которым нужен кто-то, кто сказал бы им: "Прости, что я тебе не поверил".
Чарльз Пуллиам-Мур (Charles Pulliam-Moore) из Gizmodo высоко оценил "Steven Universe Future" за то, что он еще больше утвердил Розового Алмаза / Розу Кварц в качестве "злодея десятилетия", заявив: "Когда "Steven Universe Future" раскрывает, как именно Волейбол, Розовая жемчужина, получила трещину на лице, сериал раскрывает зрителям конкретные причины, по которым другие алмазы неохотно давали Розовой то, что она хотела. Дело было не просто в том, что она была неопытна, а скорее в том, что она была неопытна, опасна и слишком способна дать волю своим силам, что могло бы нанести активный вред другим. [...] Вы видите, что, по сути, все самоцветы по-прежнему остаются розовыми. Наследие Розового Алмаза - это одна из тех длительных и, казалось бы, нескончаемых печалей, с которыми пытаются справиться другие самоцветы. Большинство из них не испытывают к ней особой неприязни, но она все равно причиняет им такую боль, какую могут причинить только умершие и по которым очень сильно скучают. Есть такие самоцветы, как Шпинель, у которых в галактике есть все причины ненавидеть розовый цвет, но на самом деле ни один из персонажей сериала не из таких. Скорее всего, все находятся на разных стадиях траура, и ни один из них на самом деле не может быть уверен, пройдет ли боль, с которой они сталкиваются, и когда именно".
100% из 7 отзывов критиков, собранных на сайте-агрегаторе обзоров Rotten Tomatoes, являются положительными, а средний рейтинг составляет 10/10.

## О возможности продолжения
Хотя Ребекка Шугар подтвердила, что это финал серии франшизы и что продолжения в разработке нет, равно как и каких-либо текущих проектов, она намекнула, что возможные будущие истории существуют. "История продолжается за кадром, и я знаю, что будет дальше... Но мне нужно решить, как и когда я захочу вникнуть в это, или лучше оставить их в покое".
Позже Шугар рассказала Fast Company: "Я, безусловно, заинтересована в том, чтобы проводить больше времени в этом мире с этими персонажами. Но что касается Стивена Юниверса, то это Стивен Юниверс, и я хочу дать ему время на выздоровление", - говорит Шугар. "Я хочу передать это и своей команде. Так что я не совсем уверена в том, что произойдет в будущем. У меня есть несколько идей, но мне потребуется немного времени, чтобы все переосмыслить, прежде чем я приступлю к ним". На вопрос TVLine Шугар ответила аналогичным образом: "Мне нравятся эти персонажи и этот мир, и у меня есть теории о временных линиях, которые следуют за будущим. Но я хочу дать персонажам немного времени и уединения, по крайней мере, на какое-то время. Мне тоже нужно немного этого".
В ноябре 2023 года Шугар повторила свое желание о возможном возрождении, предположив, что шоу вернется, если общественный спрос будет высоким, добавив: "Я люблю этих персонажей и люблю этот мир, и я бы с удовольствием вернулась в него. И я надеюсь, что если все остальные будут чувствовать то же, что и я, у меня появится возможность сделать что-то подобное".
11 июня 2025 года на фестивале анимационных фильмов в Анси студия Cartoon Network анонсировала сериал «Вселенная Стивена: Ларс среди звёзд» (Steven Universe: Lars of the Stars). Он выйдет эксклюзивно на Amazon Prime Video. По данным Deadline, новые эпизоды будут следовать за "космическим преступником, который вместе со своей пиратской командой контрабандой перевозит запрещенные товары, убегает от властей и раскрывает самые темные секреты павшей Империи самоцветов". Таким образом, действие сериала будет происходить преимущественно в космосе, исследуя последствия финальных эпизодов основного шоу. 